# جزیره کوک، جزایر ساندویچ جنوبی
جزیره کوک٬ جزایر ساندویچ جنوبی (به انگلیسی: Cook Island, South Sandwich Islands) یک جزیره و منطقه حفاظت‌شده در بریتانیا است که در جزایر جورجیای جنوبی و ساندویچ جنوبی واقع شده‌است.

## خصوصیات
جزیره کوک٬ جزایر ساندویچ جنوبی ۰ نفر جمعیت دارد و ۱٬۱۱۵ متر بالاتر از سطح دریا واقع شده‌است.